# Udo Lindenberg
Udo Lindenberg, (Gronau, Nordrhein-Westfalen, 17. svibnja 1946.), njemački je rock glazbenik, pisac i slikar. Objavio je više od 40 glazbenih albuma koji su se više puta uspeli na vrhove ljestvica u Njemačkoj, Austriji i Švicarskoj. Jedan je od najpoznatijih njemačkih rock glazbenika. 
Lindenberg je također poznat po svojim političkim aktivnostima. Socijaldemokratskih je stavova i započeo je više projekata protiv neonacizma. Prije raspada Istočnog bloka imao je nekoliko zapaženih diskusija s vladom Istočne Njemačke. Za svoje aktivnosti na polju normalizacije aktivnosti između Istočne i Zapadne Njemačke odlikovan je 1989. Saveznim križem za osobite zasluge (njem. Bundesverdienstkreuz).